# Waldeninversie

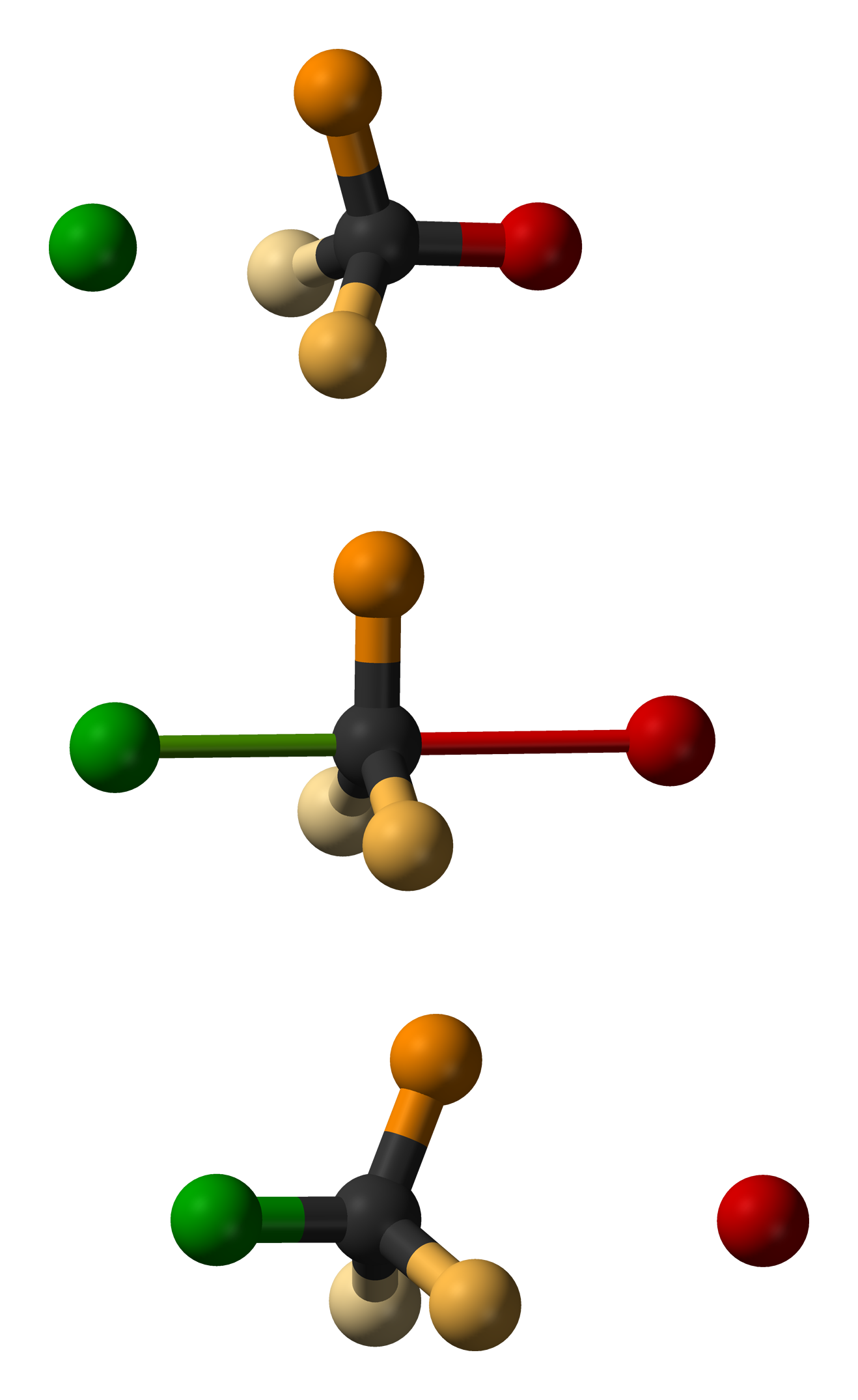
Bal-en-staafmodel van de waldeninversie

De waldeninversie is de inversie van een chiraal centrum in een molecuul tijdens een chemische reactie. Daardoor verandert de configuratie van het molecuul van de ene enantiomere vorm in de andere.
De inversie vindt plaats in bimoleculaire nucleofiele substitutiereacties die verlopen langs het SN2-mechanisme, met een sterk nucleofiel dat een asymmetrisch koolstofatoom 'aanvalt'.  Aan een asymmetrisch koolstofatoom zijn vier atomen van verschillende groepen verbonden in een tetraëdrale configuratie. Een vijfde groep (het inkomende nucleofiel) bindt zich aan het centrale koolstofatoom recht tegenover het meest elektronegatieve atoom van die vier atomen, dat daardoor verdrongen wordt. De overige drie roteren dan weg van de nieuwe vijfde groep om de tetraëdrale configuratie te herstellen. De configuratie verandert daardoor zoals het omklappen van een regenscherm in een windvlaag.
De waldeninversie kan bijvoorbeeld optreden in de appelreactie met primaire of secundaire alcoholen.
De inversie werd ontdekt door de Lets-Duitse scheikundige Paul Walden, die in 1896 over zijn ontdekking publiceerde. Hij ontdekte dat de reactie van (-)-appelzuur met fosforpentabromide leidde tot (+)-broombarnsteenzuur. Bij de reactie van (-)-appelzuur met thionylchloride als reagens gebeurde dit niet. Dit komt doordat de eerste reactie met fosforpentachloride  een SN2-nucleofiele substitutie is en de reactie met thionylchloride een SN1-reactie.
Door (+)broombarnsteenzuur te laten reageren met zilver(I)oxide in water wordt het broomatoom vervangen door een hydroxylgroep en bekomt men zonder inversie (+)-appelzuur. Het netto-effect is dat appelzuur in twee stappen van de ene stereo-isomeer is overgegaan naar de andere.